# Ngân hàng Quốc gia Campuchia
Ngân hàng Quốc gia Campuchia là ngân hàng trung ương của Campuchia. Ngân hàng này đóng tại Phnôm Pênh, Campuchia. Ngân hàng này được thành lập năm 1954 sau khi Campuchia giành được độc lập khỏi Pháp. Ngân hàng Quốc gia Campuchia hiện là ngân hàng phát hành tiền tệ riel Campuchia và quản lý tiền tệ của quốc gia này. Ngân hàng này còn có tên gọi khác là Ngân hàng Đỏ hay Banque Rouge